# Morten Østergaard
Pour les articles homonymes, voir Østergaard.
Morten Østergaard Kristensen (né le 17 juin 1976 à Aarhus) est un homme politique danois, membre du Parti social-libéral (RV).
Il est ministre de la Recherche, de l'Innovation et de l'Enseignement supérieur entre 2011 et 2014, ministre de la Fiscalité entre février et septembre 2014, puis ministre de l'Économie et de l'Intérieur entre septembre 2014 et juin 2015.

## Biographie
Morten Østergaard est diplômé en sciences politiques à l'université d'Aarhus. De 2001 à 2005, il est responsable marketing.
Engagé au sein du Parti social-libéral, il est candidat aux élections législatives de 2001 où il ne remporte pas de siège, mais devient suppléant pour son parti dans sa circonscription. À ce titre, il siège pendant quelques jours comme membre temporaire du Folketing à quatre reprises pendant la législature. De 2002 à 2005, il est également vice-président du parti.
Il est élu député de plein exercice au Folketing lors des élections législatives de 2005. Il est réélu pour un second mandat lors des élections anticipées de 2007 Après le scrutin, il est élu vice-président du groupe parlementaire contre Morten Helveg Petersen.
Il est réélu pour un troisième mandat lors des élections législatives du 15 septembre 2011. Il devient ministre de la Recherche, de l'Innovation et de l'Enseignement supérieur dans le gouvernement formé le 3 octobre par la sociale-démocrate Helle Thorning-Schmidt.
Le 3 février 2014, il devient ministre de la Fiscalité dans le nouveau gouvernement de Helle Thorning-Schmidt, formé après le départ du Parti populaire socialiste de la coalition.
Le 31 août 2014, la chef de file du Parti social-libéral, Margrethe Vestager est choisie pour être la commissaire européenne danoise dans la Commission Juncker. Le même jour, une réunion du groupe parlementaire désigne Østergaard comme nouveau leader du parti, et il reprend également le rôle de Vestager au sein du gouvernement, celui de ministre de l'Économie et de l'Intérieur.
Il est réélu lors des élections législatives de juin 2015 lors desquelles le Parti social-libéral remporte 4,6 % des voix et huit sièges, soit neuf de mois qu'aux élections précédentes. Alors que le mouvement retourne dans l'opposition, Østergaard prend la présidence du groupe parlementaire.
Lors des élections législatives de 2019 au cours desquelles il est réélu pour un cinquième mandat, le parti remporte seize sièges.
Le 7 octobre 2020, alors que le parti est en pleine réflexion interne sur la questions des comportements sexistes, il démissionne de son poste de chef de parti après avoir admis avoir eu un comportement inapproprié à l'égard de sa collègue Lotte Rod une décennie plus tôt, laquelle a accepté ses excuses depuis. Sofie Carsten Nielsen lui succède, et il affirme alors avoir l'intention de rester en politique. Le 9 octobre, il révèle que trois autres femmes ont déclaré s'être senties harcelées par lui. Trois jours plus tard, il se met en congé maladie, avant de solliciter un congé de longue durée le 5 novembre,.
Le 16 juin 2021, alors qu'il est encore en congé de son mandat parlementaire, il annonce démissionner du Folketing en cours de législature et quitter la vie politique, après avoir été recruté comme conseiller sur les questions climatiques par la société d'ingénierie logicielle cBrain A/S.